# Калван (Вагуш)
Калван (порт. Calvão) — район (фрегезия) в Португалии, входит в округ Авейру. Является составной частью муниципалитета Вагуш. Находится в составе крупной городской агломерации Большое Авейру. По старому административному делению входил в провинцию Бейра-Литорал. Входит в экономико-статистический субрегион Байшу-Воуга, который входит в Северный регион. Население составляет 2010 человек. Занимает площадь 15,15 км².